# Gloria Rubio
María Gloria Rubio Largo (Soria, España, 30 de diciembre de 1967) es una artista, profesora y diseñadora española.

## Trayectoria

### Formación
Licenciada en Bellas Artes por la Universidad del País Vasco (1992). Máster Universitario de Libro Ilustrado y Animación Audiovisual en la Universidad de Vigo. (2017).
Amplió su formación realizando talleres con los artistas más relevantes del estado español, así como con diseñadores e ilustradores. Entre otros con Juan Genovés, Joan Hernández Pijuan, Isidro Ferrer, Eva Lootz, Daniel Canogar, Xavier Utray, Fernando Bellver, Don Herbert, Roger Olmos, JuanMa Barbé.
Acabada su formación abandonó su vida en la ciudad para irse a vivir al mundo rural con el fin de desarrollar proyectos vinculados a reflexionar sobre nuestra forma actual de vida, con el objetivo de construir una nueva identidad rural en la que el arte sea una herramienta para hacer pensar al espectador.

### Enseñanza
Ejerce la enseñanza como Profesora de Artes plásticas y Diseño en la especialidad de Diseño Gráfico. Desarrolla su trabajo en la Escuela de Arte y Superior de Diseño de Soria, en la institución que desempeña la labor de jefa de estudios.

### Becas y Premios
- 2020 | Premio Fundación Santa María la Real  (13 al 15 de marzo de 2020 I Taller Creativo del Paisaje Cultural. Pospuesto por la crisis sanitaria ocasionada por el COVID 19)
- 2019 | Premio TQC Te Queremos Comunicar. 25 de noviembre de 2019 Premio convocado por CultProyect y otorgado en el Parlamento Europeo de Estrasburgo por Domènec Ruiz Devesa, eurodiputado de la comisión de cultura.[4]
- 2017 | Beca de creación artística contemporánea otorgada por la Fundación Villalar.[5]
- 2002 | Premio-adquisición de pintura. UNED. Mención de Honor de los Premios ABC. Pintura.
- 1998 | Bolsa de ayuda para la edición de un catálogo monográfico. Junta de Castilla y León.
- 1997 | Pintura. Certamen de Artes Plásticas de la Junta de Castilla y León. Pintura. Tercer premio del certamen de Artes Plásticas. Concejalía de Juventud del Ayuntamiento de Soria. Beca de Pintura Valdearteeuroarte. Encuentro europeo para jóvenes artistas plásticos. Comisión de cultura de O Barco de Valdeorras. Orense.
- 1996 | Pintura. Primer premio del certamen de Artes Plásticas. Concejalía de Juventud del Ayuntamiento de Soria. Pintura y Litografía. Certamen de Artes Plásticas de la Junta de Castilla y León.[6]

### Obra
Su carrera como artista plástica interdisciplinar la desarrolla en el campo de la pintura, completándola con técnicas contemporáneas como con instalaciones, fotografías, vídeos, ilustraciones, etc.
Ha expuesto en numerosas instituciones desde el año 2000, las más recientesː  2000 | Sala de exposiciones de la Delegación Territorial de la Junta de Castilla y León. León. Hospital de San Agustín, Burgo de Osma. Soria. Tránsito. Feria de Arte Contemporáneo. Toledo. Galería Evelio Gayubo.2001 | Galería Vértice. Oviedo. 2003 | Galería Arco Romano. Medinaceli. Soria. 2004 | Sala Municipal de Doña Mencia. Córdoba. 2013 | Palacio  de la Audiencia de Soria. Edición I Vacíos del pasado. Fuentelfresno. Soria. 2014 | CEART Centro de Arte Tomas y Valiente. Fuenlabrada. Madrid2017 | El proyecto Vacíos del pasado. se mostró en diferentes espacios como̠ː El Hueco. Feria Presura. Intervención artística. Soria, Ambasaguas del Curueño. León. Tabanera de Cerrato. Palencia, Encina de San Silvestre. Salamanca, Ruta del color. Segovia. 2020 Edición VIII Vacíos del pasado. Barruelo de Santullán. Palencia. Galería Cortabitarte. Soria #SoyRuralPositivo El Hueco. Feria Presura. Intervención artística. Soria. En el año 2023 participa en la exposición Mantra en la escuela de Arte de Soria.

### Colecciones
Su obra está representada en la Junta de Castilla y León, Ayuntamiento de Soria, Ayuntamiento del Barco de Valdeorras en Orense, La Caixa, Caja Castilla-La Mancha, UNED, Ayuntamiento de Doña Mencía en Córdoba.